# Saint-Thibault-des-Vignes
Saint-Thibault-des-Vignes ist eine französische Gemeinde mit 6793 Einwohnern (Stand 1. Januar 2022) im Département Seine-et-Marne in der Region Île-de-France. Sie gehört zum Arrondissement Torcy und zum Kanton Lagny-sur-Marne. Saint-Thibault-des-Vignes gehört zur Ville nouvelle Marne-la-Vallée. Die Einwohner nennen sich Théobaldiens.

## Geographie
Der Fluss Marne bildet die nördliche und die Gondoire die südliche Gemeindegrenze. Umgeben wird Saint-Thibault-des-Vignes von den Nachbargemeinden Pomponne im Norden, Lagny-sur-Marne im Nordosten, Gouvernes im Osten, Bussy-Saint-Martin im Süden und Südwesten und Torcy im Westen.
Durch die Gemeinde führen die Autoroute A104 und die frühere Route nationale 34. 

## Bevölkerungsentwicklung
| 1962                       | 1968 | 1975 | 1982 | 1990 | 1999 | 2006 | 2017 |
| -------------------------- | ---- | ---- | ---- | ---- | ---- | ---- | ---- |
| 740                        | 775  | 1288 | 1412 | 4207 | 6382 | 6446 | 6447 |
| Quellen: Cassini und INSEE |      |      |      |      |      |      |      |

## Sehenswürdigkeiten

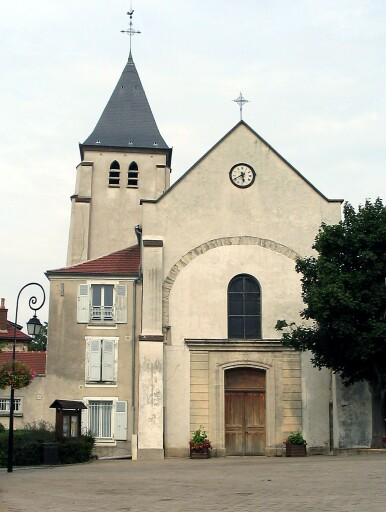
Kirche Saint-Jean-Baptiste

- Kirche Saint-Jean-Baptiste (erbaut 1543), ursprüngliches Patrozinium Saint-Thibault (errichtet 1081), soll die Reliquien von Thibaut de Provins (1039–1066) enthalten (siehe auch: Liste der Monuments historiques in Saint-Thibault-des-Vignes)
- Park Enguérand
- Reste des Château de Rentilly mit dem Étang de la Loye

## Gemeindepartnerschaft
Mit der italienischen Gemeinde Badia Polesine in der Provinz Rovigo (Venetien) besteht eine Partnerschaft.

## Persönlichkeiten
- Louis Jacolliot (1837–1890), Indologe